# Ригер, Патрисия
Патрисия Ригер (нем. Patricia Rieger; род. 25 августа 1987) — немецкая тяжелоатлетка, выступающая в весовой категории до 76 кг. Участница чемпионатов Европы.

## Биография
Патрисия Ригер родилась 25 августа 1987 года.

## Карьера
В 2017 году на международном турнире в Лас-Вегасе Патрисия Ригер завоевала бронзовую медаль в весовой категории до 76 кг. Она подняла 94 килограмма в рывке и 116 кг в толчке.
На чемпионате Европы 2019 года в Батуми Ригер стала пятой в весовой категории до 76 килограммов. Она подняла в рывке 97 килограммов, а в толчке показала результат 119 кг. В том же году она стала четвёртой на Кубке Средиземноморья, подняв 210 килограммов (95 + 115). Также участвовала на международном турнире в Катаре, где стала третьей в весовой категории до 87 кг. Её результат составил 220 кг (100 + 120).
В 2020 Патрисия стала четвёртой на Кубке мира в Риме, вернувшись в весовую категорию до 76 кг. Она подняла в рывке 98 кг, а затем толкнула 116 кг. Ригер завоевала золото на международном турнире в Мальте, вновь выступая в категории до 87 кг.
На чемпионате Европы по тяжёлой атлетике в Москве вошла в состав сборной Германии в весовой категории 76 кг.